# Restless
«Restless» — самый первый сингл симфоник-метал-группы Within Temptation. Это единственный сингл с их дебютного альбома Enter.

## Список композиций
1. «Restless (single version)»
2. «Restless (classical version)»
3. «Pearls of Light (CD Version)»

## Версии
Песня переиздавалась в виде ремикса на следующем мини-альбоме Within Temptation The Dance, а также в качестве бонус-трека на немецком (2003) и английском (2004) изданиях альбома Mother Earth.

## Концертное исполнение
Как и другие композиции с альбома Enter, Restless не входит в число постоянно исполняемых на концертах песен. Концертная запись Restless вошла в DVD и бонусное издание CD Mother Earth Tour. Акустическое исполнение песни с виолончелью с концерта в Эйндховене издано на DVD Black Symphony (2008), а также в качестве B-сайда сингла «Utopia» (2009).